# Phaeomolis unicolor
Phaeomolis unicolor là một loài bướm đêm thuộc phân họ Arctiinae, họ Erebidae.